# Camponotus universitatis
Camponotus universitatis е вид ципокрило насекомо от семейство Мравки (Formicidae). Видът е уязвим и сериозно застрашен от изчезване.

## Разпространение
Разпространен е в Германия, Франция и Швейцария.